# Logosophie
Logosophie ist eine ethisch-philosophische Lehre, die vom argentinischen Autor Carlos Bernardo González Pecotche (1901–1963) entwickelt wurde. Sie bietet Methoden und Hilfsmittel an, die zur Selbsterkenntnis führen sollen. Vom Autor selbst wird sie auch als neue Art von Humanismus beschrieben.

## Geschichte
Ihr Name vereint die griechischen Wortstämme „lógos“ und „sophía“, die der Autor übernommen und ihnen die Bedeutung „schöpferisches Wort“ oder „Ausdruck höchsten Wissens“ gegeben hat, beziehungsweise „ursprüngliche Wissenschaft“ oder „Weisheit“.
Die Logosophie entstand im Jahr 1930 mit der Gründung der logosophischen Stiftung in Córdoba, Argentinien.
Die Logosophie beschreibt sich selbst als neue und in sich schlüssige Wissenschaft, die eine Methode offenlege, welche den Menschen zur Erkenntnis von sich selbst, von anderen, dem Schöpfer und den universellen Gesetzen führe. Außerdem sieht sie sich mit ihrer neuen Anschauung des Lebens und des Menschen sowie seines psychischen und mentalen Aufbaus als neue Form, das Leben zu fühlen und zu begreifen.
Die Logosophie definiert die Gedanken als autonome und vom individuellen Willen unabhängige, psychologische Entitäten, die unter dem Einfluss des eigenen oder fremden moralischen und psychischen Zustands entstehen und wirken. Durch die präzise Auswahl der Gedanken würden die mentalen Fähigkeiten aktiviert, damit der Mensch frei denken und die wahren Ziele des Lebens erkennen könne.

## Der Autor
Carlos Bernardo González Pecotche, auch bekannt als Raumsol, wurde am 11. August 1901 in Buenos Aires, Argentinien als Sohn von Jorge N. González und Maria Pecotche de González geboren. Er heiratete Paulina Eugenia Puntel am 8. Oktober 1924. Der gemeinsame Sohn Carlos Federico González Puntel wurde am 10. Juli 1925 geboren. Carlos Bernardo González Pecotche verstarb am 4. April 1963.

## Die Methode
Die logosophische Methode ist nach ihrem Autor einzigartig in ihren Kerngedanken und passe sich an jeden Verstand an, da sie ihm genau den Teil der Erkenntnis biete, den er aufnehmen könne.
Durch die logosophische Methode könne der Mensch seinen Verstand, in der Gesamtheit seiner komplexen Funktionsweise, tiefgründiger kennenlernen. Die Logosophie biete ihm die Möglichkeit, ein vollständiges Studium seiner Psychologie durchzuführen: seines Charakters, seiner Tendenzen, seiner Gedanken, seiner Qualitäten, seiner Defizienzen und all dessen, was direkt oder indirekt in seine mentalen Fähigkeiten hineinspiele und den Zustand seines Geistes in Betracht zöge.

## Ziele
Die hauptsächlichen Ziele der Logosophie sind:
- Die bewusste Evolution des Menschen.
- Die Selbsterkenntnis, die das Geheimnis der Existenz jedes Einzelnen ausmacht.
- Die Integration des Geistes, damit der Mensch die ihm gehörenden Werte nutzen kann.
- Die Erkenntnis der universellen Gesetze, um das Leben an ihre weisen Prinzipien anzupassen.
- Die Erkenntnis der mentalen, transzendenten Welt, in der alle konstruktiven Ideen und Gedanken ihren Ursprung haben.
- Der Aufbau eines neuen Lebens und einer Zukunft durch die Weiterentwicklung seiner Fähigkeiten.
- Die Entwicklung und die tiefe Kenntnis der Funktionen des Studierens, des Lernens, des Lehrens, des Denkens und des Umsetzens.

## Logosophische Institutionen
Die logosophische Stiftung ist eine Institution privaten Rechts, ohne gewinnorientierte, politische oder religiöse Interessen, die als Körperschaft öffentlichen Nutzens von der Regierung der Länder, in denen sie tätig ist, anerkannt wurde.
Da in der logosophischen Methode, als Ergänzung zum individuellen Studium und zur individuellen Ausübung, das Studium und der Austausch in Gruppen wichtig ist, findet in den kulturellen Zentren der Stiftung ein Austausch von Erkenntnissen und Erfahrungen statt.
Derzeit (2010) existieren logosophische Institutionen in folgenden Ländern:
- Argentinien
- Brasilien
- Frankreich
- Israel
- Mexiko
- Spanien
- Venezuela
- Vereinigte Staaten
- Uruguay

Außerdem befinden sich Studienzentren der Logosophie in weiteren Ländern, wie zum Beispiel in Australien, England, Deutschland, Italien, Kanada, Portugal.